# Billy Lynn - Un giorno da eroe
Billy Lynn - Un giorno da eroe (Billy Lynn's Long Halftime Walk) è un film del 2016 diretto da Ang Lee.
Il film è un adattamento cinematografico del romanzo di Ben Fountain È il tuo giorno, Billy Lynn!. Protagonista del film è l'esordiente Joe Alwyn. Del cast fanno parte anche Garrett Hedlund, Kristen Stewart, Vin Diesel, Steve Martin e Chris Tucker.

## Trama
Il giovane soldato Billy Lynn, insieme ai suoi commilitoni della Bravo Squad, diventa un eroe nazionale dopo una pericolosa azione di guerra in Iraq. Lynn e i suoi compagni vengono rimpatriati per due settimane per affrontare il Victory Tour, che prevede interviste, comizi pubblici fino alla partecipazione ad una famosa partita di football americano nel giorno del ringraziamento. Lynn, ancora traumatizzato dall'esperienza in Iraq e dalla morte di un suo commilitone, dovrà affrontare con fatica le luci della ribalta cercando di non impazzire.

## Distribuzione
La pellicola è stata presentata il 14 ottobre 2016 al New York Film Festival e poi distribuita nelle sale cinematografiche statunitensi l'11 novembre 2016. In Italia è stato distribuito il 2 febbraio 2017.